# Cassistrellus dimissus
Eptesicus dimissus — вид рукокрилих родини Лиликові (Vespertilionidae).

## Поширення, поведінка
Цей вид відомий з одного зразка, зібраного в південному Таїланді, та з південного Непалу, де він був зафіксований у та поблизу Королівського національного парку Чітван. Його не було знайдено під час низки останніх досліджень у лісових районах Таїланду, у тому числі навколо типової місцевості цього виду.